# Culicoides heliconiae
Culicoides heliconiae är en tvåvingeart som beskrevs av Fox och Hoffman 1944. Culicoides heliconiae ingår i släktet Culicoides och familjen svidknott. Inga underarter finns listade i Catalogue of Life.